# Fekete dáma
A fekete dáma egy kártyajáték, amelyet 52 lapos francia kártyával játszanak, dzsókerek nélkül. Pikk dáma elnevezésként is ismert. Legtöbb esetben 4 játékos játssza. 

## Fekete dáma
A játék célja, minél több pontot gyűjteni, úgy, hogy a kőr színű lapok, illetve a pikk dáma mínusz pontokat jelentenek.
A lapok rangsora: Ász, majd király, dáma, bubi, 10, 9, 8, 7, 6, 5, 4, 3, 2.
A játékban nincs aduszín.

### Emelés, osztás
Keverés és emelés után az osztó minden játékosnak 13-13 kártyát oszt, egyesével.

### Átadás
Az osztás után minden játékos kiválaszt három darab kártyát (általában olyanokat, amelyeket nem kíván megtartani).
Ezek a kiválasztott kártyák az egyes partikban a következők szerint kerülnek átadásra:
- Az 1. partiban minden játékos a tőle balra ülő játékosnak adja
- A 2. partiban minden játékos a tőle jobbra ülő játékosnak adja
- A 3. partiban minden játékos a vele szemben ülő játékosnak adja
- A 4. partiban nincs átadás

Ezt követően az átadás sorrendje kezdődik elölről.

### Hívások
Az osztás után először az osztó utáni játékos hív először. Színre színt kell adni, de felülütési kényszer nincs.
Az ütést az a játékos viszi, aki a hívott kártya színéből a legnagyobbat tette.

### Pontozás
- Minden elvitt ütés +10 pontot jelent
- Minden elvitt kőr színű lap a következő mínusz pontot jelenti: az ász –14, a király –13, a dáma –12, a bubi -11, a számozott lapok az értéküknek megfelelően 10-től 2-ig terjedő mínusz pontot jelentenek.
- Az elvitt pikk dáma -26 pontot jelent

Összesen az ütésekkel +130 pont, az összes negatív pontot érő kártya elvitelével –130 pont érhető el.
Ha egy játékos az összes negatív pontot érő kártyát elvitte, akkor ezeket plusz pontként kapja meg (+130 pont).

## Fekete macska
A pikk dámához hasonló játék a Windows operációs rendszer játékai között is megtalálható. Ennek a neve Fekete macska. 
A játék célja, minél kevesebb pontot gyűjteni úgy, hogy a kőr színű lapok, illetve a pikk dáma plusz pontokat jelentenek.
A lapok rangsora: Ász, majd király, dáma, bubi, 10, 9, 8, 7, 6, 5, 4, 3, 2. A játékban nincs aduszín.

### Emelés, osztás
Keverés és emelés után az osztó minden játékosnak 13-13 kártyát oszt, egyesével.

### Átadás
Az osztás után minden játékos kiválaszt három darab kártyát (általában olyanokat, amelyeket nem kíván megtartani). 
Ezek a kiválasztott kártyák az egyes partikban a következők szerint kerülnek átadásra:
- Az 1. partiban minden játékos a tőle balra ülő játékosnak adja
- A 2. partiban minden játékos a tőle jobbra ülő játékosnak adja
- A 3. partiban minden játékos a vele szemben ülő játékosnak adja
- A 4. partiban nincs átadás

Ezt követően az átadás sorrendje kezdődik elölről.

### Hívások
Az osztás után a játékot az a játékos kezdi, akinél a treff kettes kártya van. Színre színt kell adni, de felülütési kényszer nincs. Az ütést az a játékos viszi, aki a hívott kártya színéből a legnagyobbat tette.
- Az első körben pikk dámát és kőr színű lapot nem lehet tenni.
- Kőr színű lap csak akkor hívható, ha az előző hívások során már kőr színű lap szerepelt, vagy a hívó játékos kezében már csak kőr színű lap van.

### Pontozás
- Minden elvitt kőr színű lap +1 pontot jelent
- Az elvitt pikk dáma +13 pontot jelent

Ha egy játékos az összes pontot érő kártyát elvitte (tarolás), akkor az adott játékos 0 pontot kap, a másik három játékos pedig egyaránt 26-26 pontot kap. A játék akkor ér véget, ha valamely játékos eléri a +100 pontot, és ekkor a legkevesebb ponttal rendelkező játékos nyeri meg a játékot.